# Vaccinium praestans

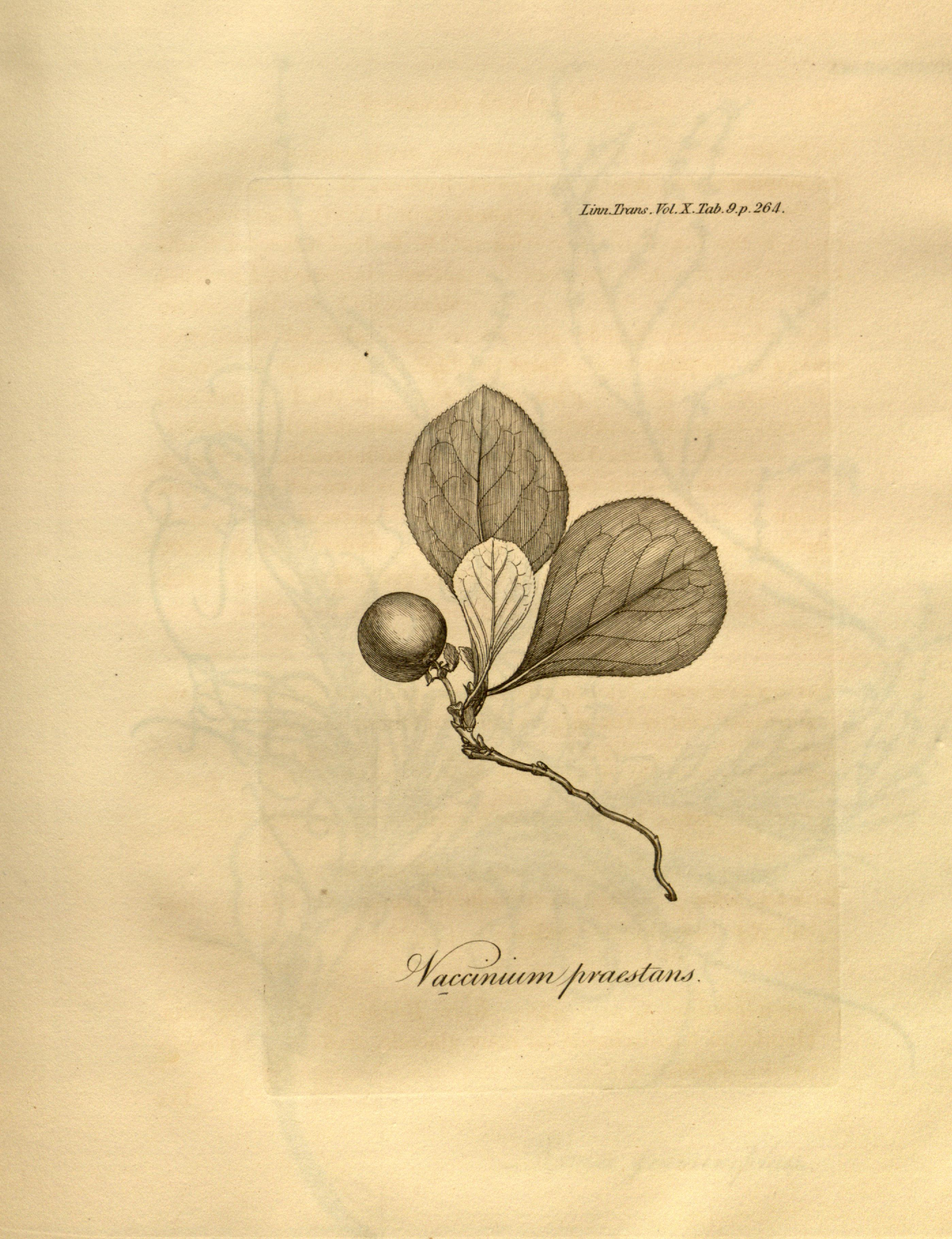
Bản mô tả lá và quả của V. praestans

Vaccinium praestans, hay việt quất Kamchatka, là một loài thuộc chi Việt quất. Loài này có nguồn gốc từ bán đảo Kamchatka (Nga) nhưng có thể được tìm thấy ở khắp Bắc Mỹ đến vùng Đông Á. Ở Nga, V. praestans được gọi là "Klopovka" hay "quả mọng của loài bọ" do mùi hương đặc biệt của nó, giống như mùi của bọ rệp.

## Phạm vi
Từ vùng bản địa của nó, bán đảo Kamchatka, V. praestans đã lan sang Bắc Mỹ đến vùng Đông Á, trong các khu rừng lá kim và rừng rụng lá. V. praestans mọc ở những nơi khá cao trên các sườn dốc, các bãi lầy phủ đầy rêu hoặc đầm lầy, thường là trên những thân cây mục rữa. Đây là loài đặc hữu của vùng Primorye, Kamchatka, Khabarovsk, Sakhalin, quần đảo Kuril, Honshu và Hokkaido.

## Mô tả
V. praestans là một loại cây bụi lâu năm có thân thảo, phát triển chậm, chỉ cao tới 20 – 30 cm. Vỏ của thân cây có màu xám hơi ngả vàng, bò lan trên mặt đất. Cây có các nhánh nhỏ, dài khoảng 6 – 10 cm, thường vươn xa khỏi thân cây. Lá có hình giọt nước hoặc gần như tròn, khá mỏng nhưng rất cứng, dài khoảng 2 – 6 cm, có răng cưa nhỏ xung quanh mép lá. Lá có thể thay đổi màu sắc nhiều lần trong một mùa, từ màu xanh lá tươi đến màu đỏ tía. Hoa lưỡng tính, có màu trắng hồng hoặc hồng có pha chút màu vàng, dài 5 – 6 mm, nở vào tháng 6 - 7. Sau đó vào cuối hè, cây sẽ kết trái, đó là một quả mọng màu đỏ tươi, đường kính 8 – 12 mm, ăn được, vị ngọt.
Cây ưa đất ẩm nhiều axit, dễ thoát nước nhưng không thể chịu được hạn hán. Cây có thể bị úa vàng nếu vôi hiện diện trong đất, nghĩa là cây sẽ không sản xuất đủ chất diệp lục và lá sẽ có màu vàng nhạt.

## Sử dụng
Quả mọng của V. praestans được chế biến thành nhiều loại mứt, nước ép và các loại bánh ngọt. Quả chứa nhiều vitamin C và flavonoid, một chất chống oxy hóa mạnh. Cây và quả là những vị thuốc dân gian, trị các bệnh như phì đại tuyến tiền liệt, sốt, tê liệt, phù nề, gút, và thậm chí là cao huyết áp. Tuy nhiên, quả mọng cũng có thể gây dị ứng rất nghiêm trọng.